# Stenus californicus
Stenus californicus är en skalbaggsart som beskrevs av Thomas Casey. Stenus californicus ingår i släktet Stenus och familjen kortvingar. Inga underarter finns listade i Catalogue of Life.